# Bacilonosič

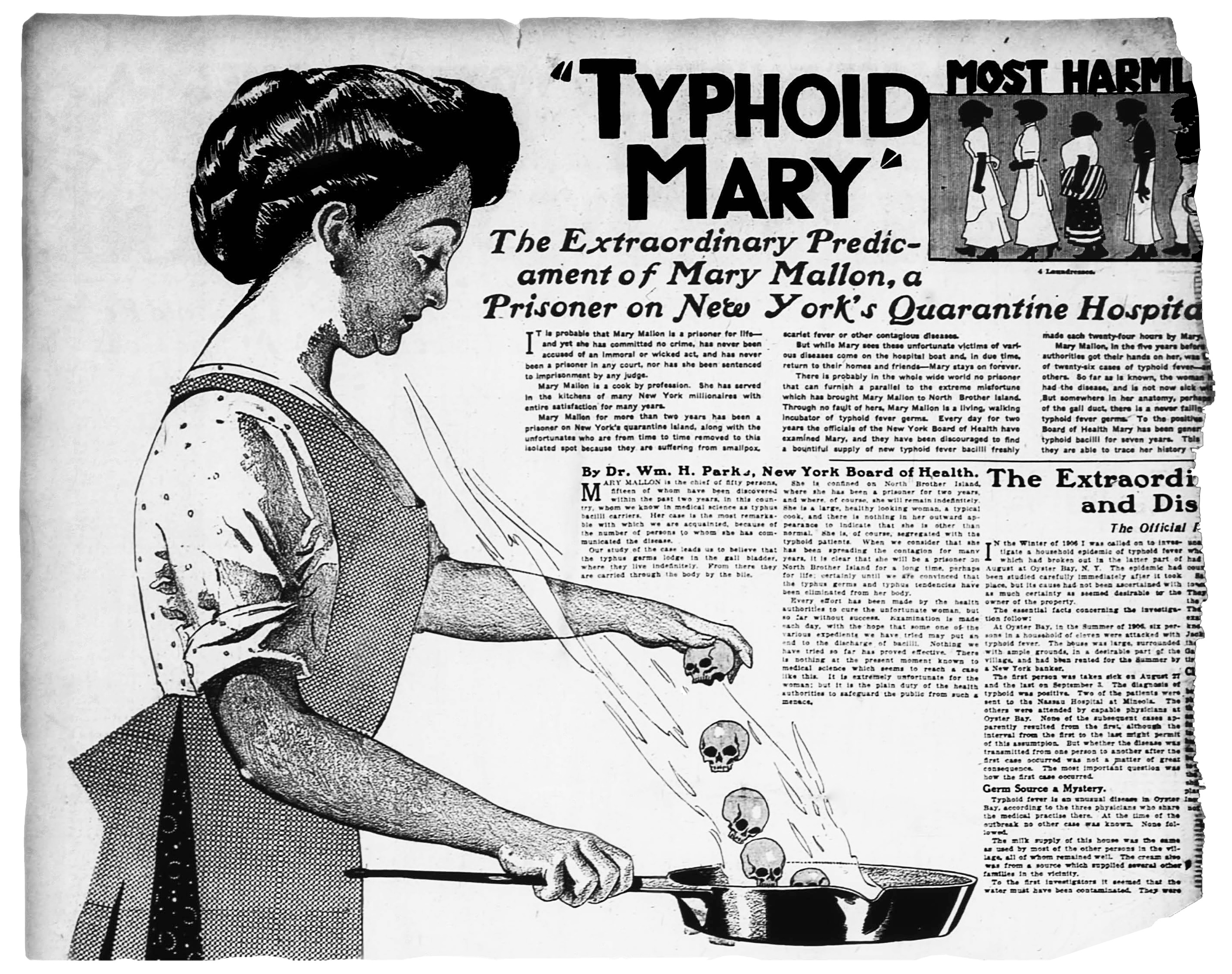
tyfová Mary

Bacilonosič je jedinec, u něhož infekční onemocnění propukne v latentní, často vleklé formě. Patogenní mikroorganismy nezpůsobují hostiteli vážnější újmu. Hostitel však může choroboplodné mikroorganismy vylučovat nebo se stát zdrojem přenosu infekce krevsajícími členovci (např. komárem, klíštětem, vší či blechou).